# Leucothyreus beckeri
Leucothyreus beckeri är en skalbaggsart som beskrevs av Martinez 1964. Leucothyreus beckeri ingår i släktet Leucothyreus och familjen Rutelidae. Inga underarter finns listade i Catalogue of Life.